# Marquises-szigeteki nádiposzáta
A Marquises-szigeteki nádiposzáta (Acrocephalus mendanae) a verébalakúak (Passeriformes) rendjébe, ezen belül a nádiposzátafélék (Acrocephalidae) családjába és az Acrocephalus nembe tartozó faj. 18-22 centiméter hosszú. A Polinéziához tartozó Marquises-szigeteken él. Többnyire rovarokkal táplálkozik. Egész évben költ.

## Alfajok
- A. m. consobrina (Murphy & Mathews, 1928) – Motu One-sziget;
- A. m. dido (Murphy & Mathews, 1928) – Ua Pou-sziget;
- A. m. mendanae (Tristram, 1883) – Hiva Oa és Tahuata szigetek;
- A. m. fatuhivae (Murphy & Mathews, 1928) – Fatu Hiva.

## Fordítás
- Ez a szócikk részben vagy egészben  a   Southern Marquesan reed warbler című angol Wikipédia-szócikk fordításán alapul.  Az eredeti cikk szerkesztőit annak laptörténete sorolja fel. Ez a jelzés csupán a megfogalmazás eredetét és a szerzői jogokat jelzi, nem szolgál a cikkben szereplő információk forrásmegjelöléseként.